# Europawahl in Irland 2019
- Flanagan: 1
- I4C: 2
- SF: 1
- GP: 2
- FF: 1
- FG: 4

Die Europawahl in Irland 2019 fand am Freitag, 24. Mai 2019 im Rahmen der EU-weiten Europawahl 2019 statt.
In Irland wurden zunächst 11 Mandate im Europäischen Parlament vergeben, gewählt wurden aber 13 Abgeordnete. Zwei Mandatsträger aus Irland zogen nach dem erfolgten EU-Austritt des Vereinigten Königreichs am 31. Januar 2020 ins Europaparlament ein.
Zeitgleich mit der Europawahl fanden in ganz Irland Kommunalwahlen sowie zwei Volksabstimmungen statt.
Am 30. Mai 2019 wurde auf Antrag der Kandidatin Liadh Ní Riada (Sinn Fein) eine komplette Neuauszählung der Stimmen im Wahlkreis South beschlossen. Diese hätte bis zu sechs Wochen dauern können. Am 5. Juni zog Ní Riada den Antrag auf Neuauszählung zurück.

## Wahlsystem und Wahlkreise

Irland ist in drei Mehrpersonenwahlkreise geteilt: Dublin, South, und Midlands-North West

Gewählt wurde in Mehrpersonenwahlkreisen mit übertragbarer Einzelstimmgebung. 2014 wurde die Anzahl der Wahlkreise von vier auf drei reduziert. Zwar wurde auf Grund der Erhöhung der Zahl der irischen Abgeordneten von elf auf 13 eine Rückkehr zu vier Wahlkreisen diskutiert, jedoch bleibt die Einteilung bei drei Wahlkreisen:
- Dublin (erhöht von drei auf vier Sitze)
- South (erhöht von vier auf fünf Sitze, erweitert um zwei Counties aus dem Wahlkreis Midlands–North-West)
- Midlands-North-West (wie bisher 4 Sitze, verringert um zwei Counties).

## Ausgangslage und Parteien
2014 konnte die Fianna Fáil (FF) zwar am meisten Erstpräferenzen auf sich ziehen, gewann aber nur ein Mandat, zwei weniger als 2009. Der einzige FF-Abgeordnete Brian Crowley schloss sich zudem der EKR-Fraktion an, nicht der Fraktion der ALDE, der die FF angehört. Fine Gael (FG) konnte dagegen ihre vier Mandate von 2009 verteidigen. Weiterer Gewinner war Sinn Féin, die drei Mandate gewinnen konnten. Daneben zogen drei parteiunabhängige Politiker ins Europaparlament ein, mehr als je zuvor. Die Labour Party hingegen verlor ihre beiden Mandate.
Seit der nationalen Parlamentswahl 2016 regierte Fine Gael in einer von Fianna Fáil unterstützten Minderheitsregierung.
| Partei                                        | Partei                          | Parteivorsitzender                | Europa- partei | Scheidendes Parlament | Scheidendes Parlament              |
| Partei                                        | Partei                          | Parteivorsitzender                | Europa- partei | Mandate               | EP-Fraktion                        |
| --------------------------------------------- | ------------------------------- | --------------------------------- | -------------- | --------------------- | ---------------------------------- |
|                                               | Fine Gael                       | Leo Varadkar                      | EVP            | 4                     | EVP                                |
|                                               | Fianna Fáil                     | Micheál Martin                    | ALDE           | –                     | –                                  |
|                                               | Sinn Féin                       | Mary Lou McDonald                 | –              | 3                     | GUE/NGL                            |
|                                               | Green Party                     | Eamon Ryan                        | EGP            | –                     | –                                  |
|                                               | Independents 4 Change           | kollektive Führung                | –              | –                     | –                                  |
|                                               | Labour Party                    | Brendan Howlin                    | SPE            | –                     | –                                  |
|                                               | Solidarity–People Before Profit | kollektive Führung                | EAL            | –                     | –                                  |
|                                               | Social Democrats                | Catherine Murphy, Róisín Shortall | –              | –                     | –                                  |
|                                               | Renua Ireland                   | John Leahy                        | –              | –                     | –                                  |
|                                               | Workers’ Party of Ireland       | Michael Donnelly                  | Initiative     | –                     | –                                  |
|                                               | Identity Ireland                | Peter O'Loughlin                  | –              | –                     | –                                  |
|                                               | Direct Democracy Ireland        | Pat Greene                        | –              | –                     | –                                  |
|                                               | Unabhängige                     | –                                 | –              | 4                     | S&D a – ALDE b – EKR c – GUE/NGL d |
|                                               |                                 |                                   |                |                       |                                    |
| Quelle: Scheidendes Parlament (2014), Mandate |                                 |                                   |                |                       |                                    |

### Verlauf

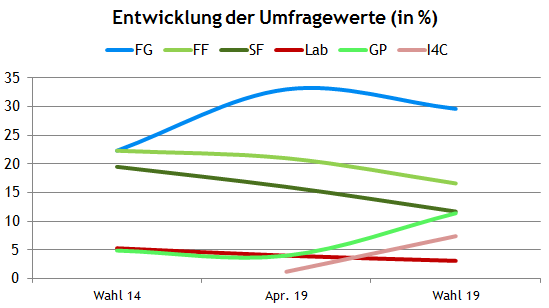
Verlauf der Umfragen von der Wahl 2014 bis zur Wahl 2019

## Umfragen
Wahltagsbefragung (Exit-Poll)
| Datum      | Institut  | FG   | FF   | SF   | ILP | GP   | I4C | Sonstige |
| ---------- | --------- | ---- | ---- | ---- | --- | ---- | --- | -------- |
| 24.05.2019 | Red C     | 28,7 | 15,4 | 13,0 | 3,5 | 14,8 | 6,8 | 17,8     |
| 23.05.2014 | Wahl 2014 | 22,3 | 22,3 | 19,5 | 5,3 | 4,9  | -   | 25,7     |

Letzte Umfragen vor der Wahl
| Datum      | Institut  | FG   | FF   | SF   | ILP | GP  | Sonstige |
| ---------- | --------- | ---- | ---- | ---- | --- | --- | -------- |
| 17.04.2019 | Red C     | 33   | 21   | 16   | 4   | 4   | 22       |
| 23.05.2014 | Wahl 2014 | 22,3 | 22,3 | 19,5 | 5,3 | 4,9 | 25,7     |

## Ergebnis
| Listen                                                           | Listen                          | Stimmen   | %    | +/-  | Mandate | +/-     |
| ---------------------------------------------------------------- | ------------------------------- | --------- | ---- | ---- | ------- | ------- |
|                                                                  | Fine Gael                       | 496.459   | 29,6 | +7,3 | 4 (5)   | ±0 (+1) |
|                                                                  | Fianna Fáil                     | 277.705   | 16,5 | –5,7 | 1 (2)   | ±0 (+1) |
|                                                                  | Sinn Féin                       | 196.001   | 11,7 | 7,8  | 1       | –2      |
|                                                                  | Green Party                     | 190.755   | 11,4 | +6,5 | 2       | +2      |
|                                                                  | Independents 4 Change           | 124.085   | 7,4  | Neu  | 2       | Neu     |
|                                                                  | Labour Party                    | 52.753    | 3,1  | –2,2 | –       | ±0      |
|                                                                  | Solidarity–People Before Profit | 38.771    | 2,3  | –1,0 | –       | ±0      |
|                                                                  | Social Democrats (SD)           | 20.331    | 1,2  | Neu  | –       | Neu     |
|                                                                  | Renua Ireland                   | 6.897     | 0,4  | Neu  | –       | Neu     |
|                                                                  | Workers’ Party of Ireland       | 3.701     | 0,2  | Neu  | –       | Neu     |
|                                                                  | Identity Ireland                | 3.685     | 0,2  | Neu  | –       | Neu     |
|                                                                  | Direct Democracy Ireland        | 2.773     | 0,2  | –1,3 | –       | ±0      |
|                                                                  | Unabhängige                     | 264.087   | 15,7 | –4,1 | 1       | –2      |
| Gesamt                                                           | Gesamt                          | 1.678.003 | 100  |      | 11 (13) | ±0 (+2) |
|                                                                  |                                 |           |      |      |         |         |
| Ungültige Stimmen                                                | Ungültige Stimmen               | 73.870    | 4,2  | +1,5 |         |         |
| Wähler                                                           | Wähler                          | 1.751.873 | 49,7 | –2,7 |         |         |
| Wahlberechtigte                                                  | Wahlberechtigte                 | 3.526.023 |      |      |         |         |
|                                                                  |                                 |           |      |      |         |         |
| Quellen: Elections Ireland: Dublin – Midlands North West – South |                                 |           |      |      |         |         |

Sitze in Klammern werden erst nach dem Brexit vergeben.

## Fraktionen im Europäischen Parlament

### Nach Parteien
| Partei                         | Partei                      | Mandate | Fraktion |
| ------------------------------ | --------------------------- | ------- | -------- |
|                                | Fine Gael                   | 4 / 11  | EVP      |
|                                | Fianna Fáil                 | 1 / 11  | RE       |
|                                | Sinn Féin                   | 1 / 11  | GUE/NGL  |
|                                | Green Party                 | 2 / 11  | G/EFA    |
|                                | Independents 4 Change       | 2 / 11  | GUE/NGL  |
|                                | Unabhängige (Luke Flanagan) | 1 / 11  | GUE/NGL  |
|                                |                             |         |          |
| Quelle: Europäisches Parlament |                             |         |          |

### Nach Fraktionen
| Partei | Partei                                                | Sitze   | Sitze   | Sitze       |
| Partei | Partei                                                | Anzahl  | +/−     | %           |
| ------ | ----------------------------------------------------- | ------- | ------- | ----------- |
|        | Europäische Volkspartei (EVP)                         | 4 (+1)  | ±0 (+1) | 36 % (38 %) |
|        | Vereinte Europäische Linke/Nordische Grünen (GUE/NGL) | 4       | ±0      | 36 % (31 %) |
|        | Die Grünen/Europäische Freie Allianz (Grüne/EFA)      | 2       | +2      | 18 % (15 %) |
|        | Renew Europe (RE)                                     | 1 (+1)  | ±0 (+1) | 9 % (15 %)  |
|        | Europäische Konservative und Reformer (EKR)           | 0       | −1      | 0 %         |
|        | Progressive Allianz der Sozialdemokraten (S&D)        | 0       | −1      | 0 %         |
|        | Identität und Demokratie (ID)                         | 0       | ±0      | 0 %         |
|        | fraktionslos                                          | 0       | ±0      | 0 %         |
| Gesamt | Gesamt                                                | 11 (+2) | – (+2)  | 100,0       |

## Gewählte Abgeordnete
| Partei | Partei                | Dublin             | Midlands-North-West            | South                      | Gesamt | ±       |
| ------ | --------------------- | ------------------ | ------------------------------ | -------------------------- | ------ | ------- |
|        | Fine Gael             | Frances Fitzgerald | Mairead McGuinness Maria Walsh | Seán Kelly (Deirdre Clune) | 4(+1)  | ±0 (+1) |
|        | Sinn Féin             | –                  | Matt Carthy                    | –                          | 1      | −2      |
|        | Fianna Fáil           | (Barry Andrews)    | –                              | Billy Kelleher             | 1(+1)  | ±0 (+1) |
|        | Independents 4 Change | Clare Daly         | –                              | Mick Wallace               | 2      | +2      |
|        | Green Party           | Ciarán Cuffe       | –                              | Grace O’Sullivan           | 2      | +2      |
|        | Unabhängige           | –                  | Luke Flanagan                  | –                          | 1      | −2      |